# Eike Wolgast

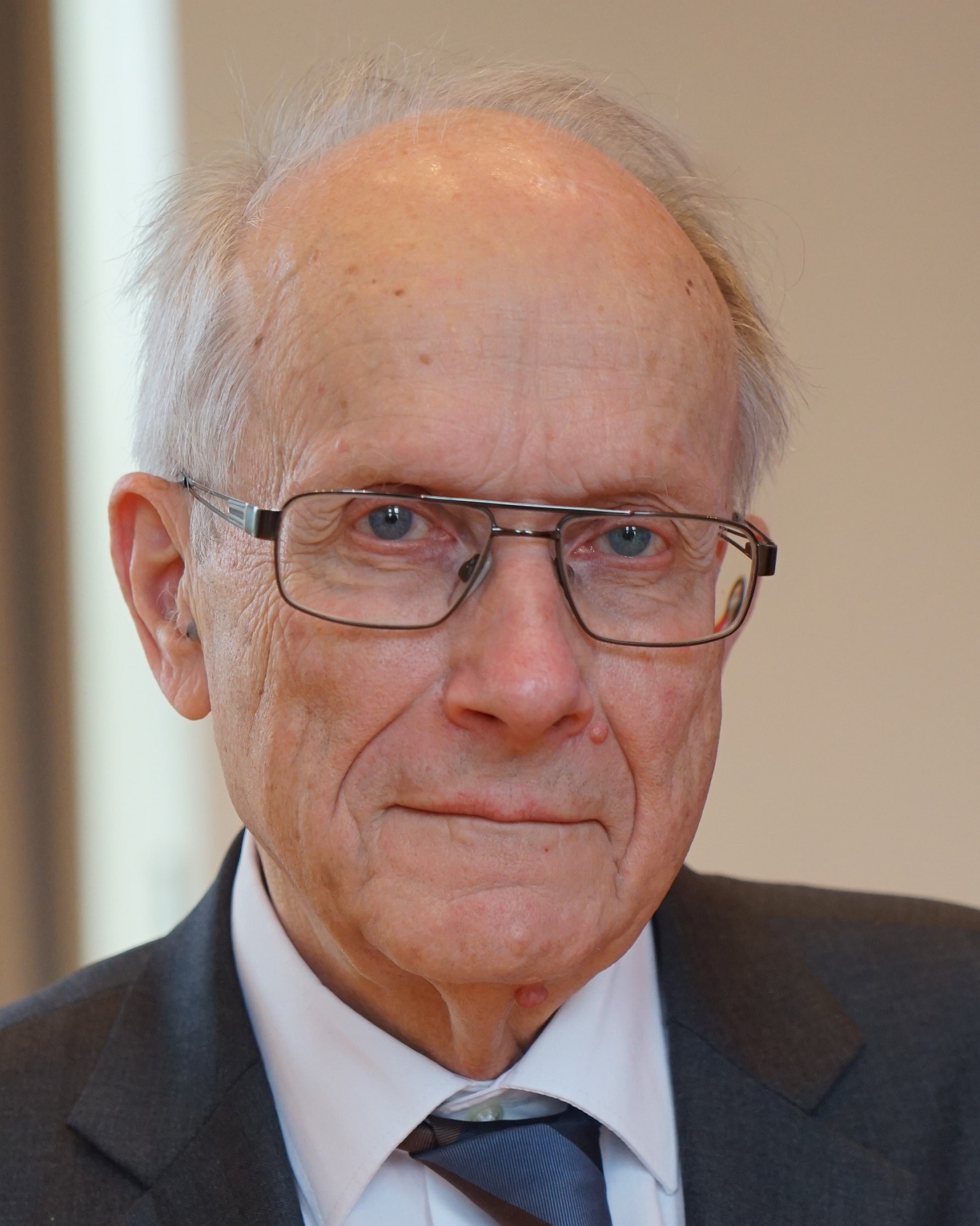
Eike Wolgast (2021)

Eike Wolgast (* 8. September 1936 in Ludwigslust, Mecklenburg) ist ein deutscher Historiker. Er lehrte von 1976 bis zu seiner Emeritierung 2004 in Heidelberg als ordentlicher Professor für Neuere Geschichte.

## Leben und Wirken
Eike Wolgast ist der Sohn des Studienrats Johann-Heinrich Wolgast (1906–1941) und dessen Frau Edith, geborene Lüttschwager (1907–1969). Er legte 1955 sein Abitur in Parchim ab. Von 1956 bis 1962 studierte er Geschichte, Philosophie und lateinische Philologie an den Universitäten Göttingen und Heidelberg. Im Jahre 1963 wurde er in Göttingen promoviert mit der Arbeit Die Wittenberger Luther-Ausgabe. Zur Überlieferungsgeschichte der Werke Luthers im 16. Jahrhundert. Von 1963 bis 1968 war Wolgast Wissenschaftlicher Mitarbeiter bei der Kommission zur Herausgabe der Werke Luthers. In Göttingen arbeitete Wolgast von 1971 bis 1974 als Wissenschaftlicher Assistent. Dort erfolgte im Wintersemester 1973/74 auch seine Habilitation über die Wittenberger Theologie und die Politik der evangelischen Stände. Anschließend war er dort von 1974 bis 1976 Universitätsdozent und Lehrstuhlvertreter. Ab 1976 lehrte er bis zu seiner Emeritierung 2004 in Heidelberg als ordentlicher Professor für Neuere Geschichte.
Seine Forschungsschwerpunkte sind die politisch-konfessionelle Geschichte der Kurpfalz in der frühen Neuzeit, der Späthumanismus, die Geschichte der Universität Heidelberg im 16. bis 20. Jahrhundert und die badische Hochschulpolitik im 19. Jahrhundert. Über Thomas Müntzer veröffentlichte Wolgast eine vielbeachtete Biographie. Wolgast legte 1995 eine Studie über Hochstift und Reformation vor. Anlässlich des 600. Universitätsjubiläums veröffentlichte Wolgast eine Geschichte der Universität Heidelberg von 1386 bis 1986. Im Jahr 2001 veröffentlichte er eine Studie über die Wahrnehmung des Nationalsozialismus in der unmittelbaren Nachkriegszeit. Zusammen mit Folker Reichert gab Wolgast 2004 das Kriegstagebuch von Karl Hampe aus dem Ersten Weltkrieg heraus. Es gilt als bedeutende Quelle zur Kultur- und Mentalitätsgeschichte des Ersten Weltkrieges. Mit Volker Sellin und Wolfgang U. Eckart gab Wolgast 2006 einen 1200-seitigen Sammelband über die Universität Heidelberg im Nationalsozialismus heraus. Für die Arbeitsstelle „Deutsche Reichstagsakten“, ist er verantwortlich für die Mittlere und Jüngere Reihe. Er ist Herausgeber der von Emil Sehling begründeten Reihe der Evangelischen Kirchenordnungen des 16. Jahrhunderts. Er legte 2007 eine Darstellung über die Geschichte der Menschen- und Bürgerrechte vor.
Für seine Forschungen wurden Wolgast zahlreiche wissenschaftliche Ehrungen und Mitgliedschaften zugesprochen. Er ist ordentliches Mitglied in der Kommission für geschichtliche Landeskunde in Baden-Württemberg (seit 1987), ordentliches Mitglied in der Historischen Kommission bei der Bayerischen Akademie der Wissenschaften (seit 1988), ordentliches Mitglied der Heidelberger Akademie der Wissenschaften (seit 1995), ordentliches Mitglied in der Historischen Kommission für Mecklenburg (seit 1996) sowie Mitglied der Vereinigung für Verfassungsgeschichte. Für die Historische Kommission bei der Bayerischen Akademie der Wissenschaften gibt er die Deutschen Reichstagsakten Mittlere Reihe und Jüngere Reihe heraus. Wolgast war 1984 Gastprofessor an der Fremdsprachenuniversität Peking. Ihm wurde 2011 die Ehrendoktorwürde durch die Theologische Fakultät der Universität Kopenhagen verliehen.

## Schriften (Auswahl)
Monographien
- Geschichte der Menschen- und Bürgerrechte (= Kohlhammer-Urban-Taschenbücher. Bd. 580). Kohlhammer, Stuttgart 2009, ISBN 978-3-17-017815-1.
- Die Wahrnehmung des Dritten Reiches in der unmittelbaren Nachkriegszeit (1945/46) (= Schriften der Philosophisch-Historischen Klasse der Heidelberger Akademie der Wissenschaften. Bd. 22). Winter, Heidelberg 2001, ISBN 3-8253-1209-7.
- Hochstift und Reformation. Studien zur Geschichte der Reichskirche zwischen 1517 und 1648 (= Beiträge zur Geschichte der Reichskirche in der Neuzeit. Bd. 16). Steiner, Stuttgart 1995, ISBN 3-515-06526-1.
- Die Universität Heidelberg. 1386–1986. Springer, Berlin u. a. 1986, ISBN 3-540-16829-X.
- Thomas Müntzer. Ein Verstörer der Ungläubigen (= Persönlichkeit und Geschichte. Bd. 111/112). Muster-Schmidt, Göttingen 1981, ISBN 3-7881-0112-1
- Die Wittenberger Theologie und die Politik der evangelischen Stände. Studien zu Luthers Gutachten in politischen Fragen (= Quellen und Forschungen zur Reformationsgeschichte. Bd. 47). Gütersloher Verlagshaus Mohn, Gütersloh 1977, ISBN 3-579-04308-0 (Zugleich: Göttingen, Universität, Habilitations-Schrift, 1973/1974).
- Die Wittenberger Luther-Ausgabe. Zur Überlieferungsgeschichte der Werke Luthers im 16. Jahrhundert. Göttingen 1964 (Zugleich: Göttingen, Universität, Dissertation, 1964).

Aufsatzsammlung
- Aufsätze zur Reformations- und Reichsgeschichte (= Jus Ecclesiasticum. Bd. 113). Mohr Siebeck, Tübingen 2016, ISBN 978-3-16-154198-8.